# ヘップワース・ウェイクフィールド分館
ヘップワース・ウェイクフィールド分館（英: The Hepwoth Wakefield）は、イギリスのウェスト・ヨークシャー州ウェークフィールドにある美術館で、開館は2011年5月21日、コルダー川の南岸にある。館名の由来となった地元出身の美術家で彫刻家のバーバラ・ヘップワースとは、この街で学業をおさめた人物である。
設計は建築設計コンペ（RIBA協議会主催）で選ばれたイギリス人建築家デイヴィッド・チッパーフィールド、施工はレイン・オロークである。建築費は公的資金からウェイクフィールド市議会のほかイギリス美術評議会、宝くじ遺産基金の拠出金を受け、民間から多くの企業や個人に加えて慈善信託や各種の基金（Yorkshire Forward（英語）、住宅・コミュニティ・地方自治省、ヨーロッパ地域開発基金）から開設に向けて寄付金が集まった。当館はイギリス法に定める公益団体である。
総額3500万英ポンドを費やして開館すると、来場者10万人を記録するまで5週間、開館1周年にいたる2012年5月までの1年間に50万人超の訪問を迎えた。2015年10月に開館5周年記念の祝賀の一環として「ヘップワース彫刻賞」を2年ごとに授与すると発表した。副賞は3万ポンドとしている。

## 建築
当館の構造は台形ブロック10層からなり、最上階の展示室には傾斜した屋根の大きな窓から自然光が差し込む。窓から望む景観は眼下の川、歴史のあるウォーターフロント、街のスカイラインと変化に富む。ファサードをおおう素材は現場で製造した自己養生型の顔料入りコンクリートで、この種の建材としてはイギリス国内初の採用であった。建築家が建物にそなわった彫刻的な外観を強調するため選んだ素材である。1階は来館者対応施設として川を面見下ろすカフェバー、学習室、定員100席の講堂とミュージアムショップを配した。ブルータリズム様式の外観は、必ずしも地域住民全員から好感を持たれているわけではない。

## 収蔵品
ヘップワース・ウェイクフィールド分館の展示スペースはのべ床面積1,600平方メートル (17,000 sq ft)、デーム・バーバラ・ヘップワースの遺族から受贈した石膏とアルミニウムの彫刻の習作44体と、期限付きで借り受けた現代美術作品を収蔵する。地元ウェイクフィールド地区カッスルフォード生まれのヘンリー・ムーア以下、16世紀から現在に至る芸術家ベン・ニコルソン、グレアム・サザーランド、ポール・ナッシュ、ジェイコブ・エプスタイン、ウォルター・シッカート、アンソニー・カロ、アイヴォン・ヒッチンズ、 L・S・ローリー、デイヴィッド・ホックニーの作品を展示する。
国策の美術事業プラス・テイトの提携組織であり、国民のだれもが国内に収蔵されるイギリス国内外の近現代美術を鑑賞したり触れる機会を増やす目的に賛同している。
当施設は2016年に美術コレクターで元BBC報道原稿執筆者の故ティム・セイヤーの遺言により、芸術作品400点超を贈られた。まとめて「ティム・セイヤー遺贈資料」と名付けられ、その内訳はD・ホックニー、ゲルハルト・リヒター、H・ムーア、アレクサンダー・カルダー、ブリジット・ライリーを含み、現代美術でこれほど充実した作品集は稀有と認められている。故セイヤーが芸術と社会事業に寄せた貢献をたたえ、2017年の女王誕生日叙勲は大英帝国勲章（MBE)）を追叙した。

## 受賞歴
開館1年後に当施設は王立英国建築家協会より2012年の「年間地域建築賞」を受ける。同年、芸術基金賞（現・年間美術館博物館賞）の最終候補に入り、2017年7月には年間美術館博物館賞に選ばれた。

## 展覧会
- ジョナサン・アンダーソン『反抗する身体』アンセア・ハミルトン監修[20]